# Буфало
Бу́фало (исп. Búfalo), официально Колония-Буфало (исп. Colonia Búfalo) — посёлок в Мексике, штат Чиуауа, входит в состав муниципалитета Альенде. Численность населения, по данным переписи 2010 года, составила 298 человек.

## Общие сведения
Посёлок был основан в конце 1940-х годов как сельская община вблизи реки Парраль.
Свою известность посёлок получил после того, как в 1980 году Рафаэль Каро Кинтеро устроил здесь плантацию марихуаны, а 1984 году армия Мексики совместно с УПБН провели операцию по его захвату, в результате которой было арестовано более 10 тысяч человек.